# Theope tetrastigma
Theope tetrastigma is een vlindersoort uit de familie van de prachtvlinders (Riodinidae), onderfamilie Riodininae.
Theope tetrastigma werd in 1868 beschreven door H. Bates.